# Človeški skelet
Človeški skelet ali človeško okostje šteje ob rojstvu 308 kosti, z leti pa nekatere zarastejo in zato ima človek v odrasli dobi okoli 207 kosti. Najdaljša kost je stegnenica, najmanjše kosti so slušne kosti.
Skelet opravlja več funkcij: podpira mehka tkiva, ploščate kosti varujejo notranje organe, kostnina je zaloga za organizem pomembnih soli (kalcij in fosfor), rdeči kostni mozeg je krvotvorni organ, saj v njem po rojstvu nastanejo eritrociti in večji del levkocitov. Kosti dajejo človeku oporo in omogočajo gibanje. Na kosti, ki omogočajo premikanje, so prirasle skeletne mišice - sila, ki nastane pri krčenju in raztezanju mišic, se prenese na kost in slednja se premakne.

## Delitev skeleta
V osnovi človeško telo razdelimo na:
- osni - aksialni skelet
- privesni - apendikularni skelet.

Aksialni skelet obsega skelet glave in trupa (lobanja, hrbtenica, rebra, prsnica). Apendikularni skelet pa obsega ramenski in medenični obroč, zgornji in spodnji ud.

### Skelet lobanje
Skelet glave delimo na možganski del (ossa cranii cerebralis) in obrazni del (ossa crani visceralis).

#### Kosti možganskega dela
- čelnica (os frontale)
- sitka (os ethmoidale)
- temenica (os parietale)
- zagozdnica (os sphenoidale)
- zatilnica (os occipitale)
- senčnica (os temporale)

#### Kosti obraznega dela
- zgornja čeljustnica (maxilla)
- spodnja čeljustnica (mandibula)
- spodnja nosna školjčnica (concha nasalis inferior)
- nosnica (os nasale)
- nebnica (os palatinum)
- solznica (os lacrimale)
- ličnica (os zygomaticum)
- ralo (vomer)
- podjezična kost (os hyoideum)
- slušne koščice (ossicula auditoria)

### Skelet trupa
Skelet trupa sestavljajo hrbtenica (columna vertebralis) in prsni koš (thorax).
- hrbtenica je zgrajena iz 33-34 vretenc (vertebrae), ki jih delimo:
  - 7. vratnih vretenc (vertebrae cervicales)
  - 12. prsnih vretenc (vertebrae thoracicae)
  - 5. ledvenih vretenc (vertebrae lumbales)
  - 5. križničnih vretenc (vertebrae sacrales) - križnica (os sacrum)
  - 4-5. trtičnih vretenc (vertebrae coccygeae) - trtica (os coccygis)
- prsni koš (thorax)
  - rebra (costae)
  - prsnica (sternum)

### Skelet zgornjih okončin
Skelet zgornjega uda sestavljajo kosti ramenskega obroča (ključnica in lopatica), kost v nadlaktu (nadlahtnica), kosti v podlaktu (podlahtnica in koželjnica) ter kosti v roki (zapestnice, dlančnice in prstnice).
- ključnica (clavicula)
- lopatica (scapula)
- nadlahtnica (humerus)
- podlahtnica (ulna)
- koželjnica (radius)
- zapestne kosti (ossa carpi)
- dlančnice (ossa metacarpi)
- prstnice (ossa digitorum)

### Skelet spodnjih okončin
Skelet spodnjega uda sestavljajo kosti medeničnega obroča (kolčica in križnica), kost v stegnu (stegnenica), kosti v goleni (golenica in mečnica) ter kosti stopala (nartnice, stopalnice in prstnice).
- kolčnica (os coxae), sestavljena iz črevnice (os ilii), sednice (os ischii) in dimeljnice (os pubis)
- stegnenica (femur, os femoris)
- pogačica	(patella)
- golenica (tibia)
- mečnica (fibula)
- nartnice (ossa tarsi)
- stopalnice (ossa metatarsi)
- prstnice (ossa digitorum pedis)